# 垂耳歌百灵
垂耳歌百灵（学名：Mirafra rufocinnamomea），是百灵科歌百灵属的一种，分布于漠南非洲的大部分地區。全球活动范围约为10,100,000平方千米。该物种的保护状况被评为无危。
垂耳歌百灵的平均体重约为26.3克。栖息地包括干燥的稀树草原、亚热带或热带的（低地）干燥疏灌丛和亚热带或热带的（低地）干草原。